# Закон По
Закон По — заснована на цитаті Натана По інтернет-приказка, яка відображає ідею, що без чіткого зазначення про наміри автора дуже важко або неможливо відрізнити екстремізм від пародії на нього.

## Закон і його значення
Закон По, у загальному випадку, формулюється таким чином:
|  | Неможливо створити пародію на екстремізм або фундаменталізм без явного зазначення, що це пародія, щоб не знайшлося людини, яка б прийняла все за правду. |

Сутність закону По в тому, що пародію на якісь крайні за своєю природою погляди неможливо відрізнити від справжнього екстремізму. Наслідком закону По є і зворотне твердження: щирі фундаменталістські переконання можуть бути помилково прийняті за пародію на ці переконання.

## Історія
Ствердження, яке було названо законом По, було сформульовано в 2005 році Натаном По на сайті christianforums.com [Архівовано 23 лютого 2015 у Wayback Machine.] у дискусії про креаціонізм. Первісне ствердження мало наступний зміст:
|  | Без посмішки або іншого явного позначення гумору абсолютно неможливо спародіювати креаціоністів таким чином, щоб хто-небудь не прийняв це за істину. |

Схожу думку було висловлено ще раніше, принаймні в 1983 році, коли Джері Шварц написав на Usenet:
|  | 8. Уникайте сарказму і жартівливих зауважень. Без відповідних інтонацій і невербальних сигналів вони з легкістю можуть бути зрозумілими неправильно. Перевернута посмішка :-) стала широко прийнятим позначенням того, що «ви всього лише жартуєте». Якщо ви зробите сатиричне ствердження без цього символу, не дивуйтеся, що хтось сприйме це серйозно, навіть якщо вам самим ваша сатира здається очевидною. |

## Максима Моргана
Ще одним з попередників даного ствердження вважається фраза, розміщена на Usenet у 2001 році. Після третього закону Артура Кларка Алан Морган написав:
|  | Будь-який достатньо просунутий троль нерозрізнимий з кимось насправді схибленим на якій-небудь ідеї. |

## Виноски
1. 1 2  Chivers, Tom (Oct 23. 2009). Internet rules and laws: the top 10, from Godwin to Poe. The Telegraph.: «Without a winking smiley or other blatant display of humour, it is impossible to create a parody of fundamentalism that someone won't mistake for the real thing.»
2. ↑  Big contradictions in the evolution theory. christianforums.com. 11 серпня 2005. Архів оригіналу за 22 травня 2014. Процитовано 20.08.2011.
3. ↑  Emily Post for Usenet. Група новин: net.announce. 01.11.1983. (Emily Post)
4. ↑  Bush's testing plan. 01.02.2001. Архів оригіналу за 2 серпня 2013. Процитовано 22 лютого 2015.